# Montégut-Lauragais
Montégut-Lauragais es una pequeña localidad y comuna francesa situada en el departamento de Alto Garona y la región de Mediodía-Pirineos, en el Lauragais.

## Demografía
| 262 | 296 | 316 | 342 | 342 | 360 |
| Para los censos de 1962 a 1999 la población legal corresponde a la población sin duplicidades (Fuente: INSEE [Consultar]) |     |     |     |     |     |

## Lugares de interés
- Iglesia Saint Martin, con un campanario hexagonal